# Ashwa sanchalanasana
Ashwa Sanchalanasana (Sanskriet voor Ruiterbewegingshouding), in het Nederlands vertaald naar Diepe Hardloperhouding, is een veelvoorkomende houding of asana. De Diepe Hardloperhouding maakt deel uit van de Zonnegroet.
| Sanskriet  | vertaling                   |
| ashwa      | ruiter                      |
| sanchalana | beweging                    |
| asana      | houding (letterlijk: 'zit') |

## Beschrijving
Ashwa Sanchalanasana wordt soms ook Anjaneyasana genoemd, wat verwarrend is omdat er met Anjaneyasana ook een andere asana, namelijk een spagaathouding wordt bedoeld. De spagaathouding is onder Anjaneyasana beschreven en de diepe Hardloperhouding of Ruiterbeweging is de volgende oefening.
De Diepe Hardloperhouding begint staand, waarbij het rechterbeen naar achteren wordt gebracht, het lichaam helt iets naar voren en beide knieën buigen totdat de rechterknie de grond raakt. De linkerknie bevindt zich voor de rest van het lichaam en wijst licht omhoog. De beide armen 'hangen' recht naar beneden den de vingeruiteinden raken net de grond. De schouders zijn recht, waardoor de borst zich verbreedt en de longen zich gemakkelijk vullen met adem. Houdt deze positie enkele in- en uitademingen vast en verander dan van zijde.